# Reinoldijus Šarkinas
Reinoldijus Šarkinas (ur. 16 lipca 1946 w Toliūnai w rejonie wiłkomierskim) – litewski ekonomista, polityk, minister finansów w latach 1995–1996, prezes Banku Litwy w latach 1996–2011.

## Życiorys
W 1968 ukończył studia w zakresie ekonomiki pracy na wydziale ekonomicznym Uniwersytetu Wileńskiego. Po ukończeniu studiów pracował jako inżynier w fabryce chemii gospodarczej „Spindulys”, a następnie jako starszy inżynier oraz naczelnik biura pracy i wynagrodzeń w zjednoczeniu z tej samej branży „Lietuvos buitinė chemija”.
Od 1972 zatrudniony był w ministerstwie oświaty, gdzie pełnił funkcje wicedyrektora i dyrektora zarządu finansów i planowania oraz naczelnika wydziału księgowości. W latach 1980–1982 był doradcą ds. finansowych w ministerstwie oświaty Kuby. Po powrocie do Litewskiej SRR pracował w ministerstwie finansów na stanowiskach wicedyrektora i dyrektora zarządu finansowania kultury i ochrony zdrowia oraz dyrektora departamentu budżetu.
W latach 1991–1995 był zastępcą ministra finansów i sekretarzem resortu. Od 1992 do 1995 zasiadał w zarządzie Banku Litwy. 10 lutego 1995 objął funkcję ministra finansów w rządzie Adolfasa Šleževičiusa. Od 15 lutego 1996 do 15 kwietnia 2011 był prezesem zarządu Banku Litwy.

## Odznaczenia
- Krzyż Komandorski Orderu Wielkiego Księcia Giedymina (1999)[1]
- Krzyż Komandorski Orderu Zasługi Rzeczypospolitej Polskiej (1999)[2]